# .bq
.bq este desemnat, dar nu este utilizat, ca domeniu de nivel superior (ccTLD) pentru Bonaire, Sint Eustatius și Saba (Țările de Jos Caraibiene) în urma atribuirii în 15 decembrie 2010 de către Agenția de mentenanță ISO 3166 a codului ISO 3166-1 alfa-2 BQ pentru zonă. Această decizie a urmat dizolvării Antilelor Olandeze și noului statut al Țărilor de Jos Caraibiene ca organisme publice ale Țărilor de Jos pe 10 octombrie 2010.
Anterior, Țările de Jos Caraibiene foloseau fostul ccTLD al Antilelor Olandeze, .an, care a fost eliminat treptat în iulie 2015. Ca parte a Țărilor de Jos propriu-zise, se aplică și .nl. Utilizarea domeniului de nivel superior este luată în considerare în iulie 2015 și se efectuează o evaluare economică în acest sens.